# Unterlindelbach
Unterlindelbach ist ein Gemeindeteil des Marktes Igensdorf im Landkreis Forchheim (Oberfranken, Bayern).

## Geografie
Das im Erlanger Albvorland gelegene Dorf liegt etwa einen Kilometer westsüdwestlich des Ortszentrums von Igensdorf auf 340 m ü. NHN.

## Geschichte

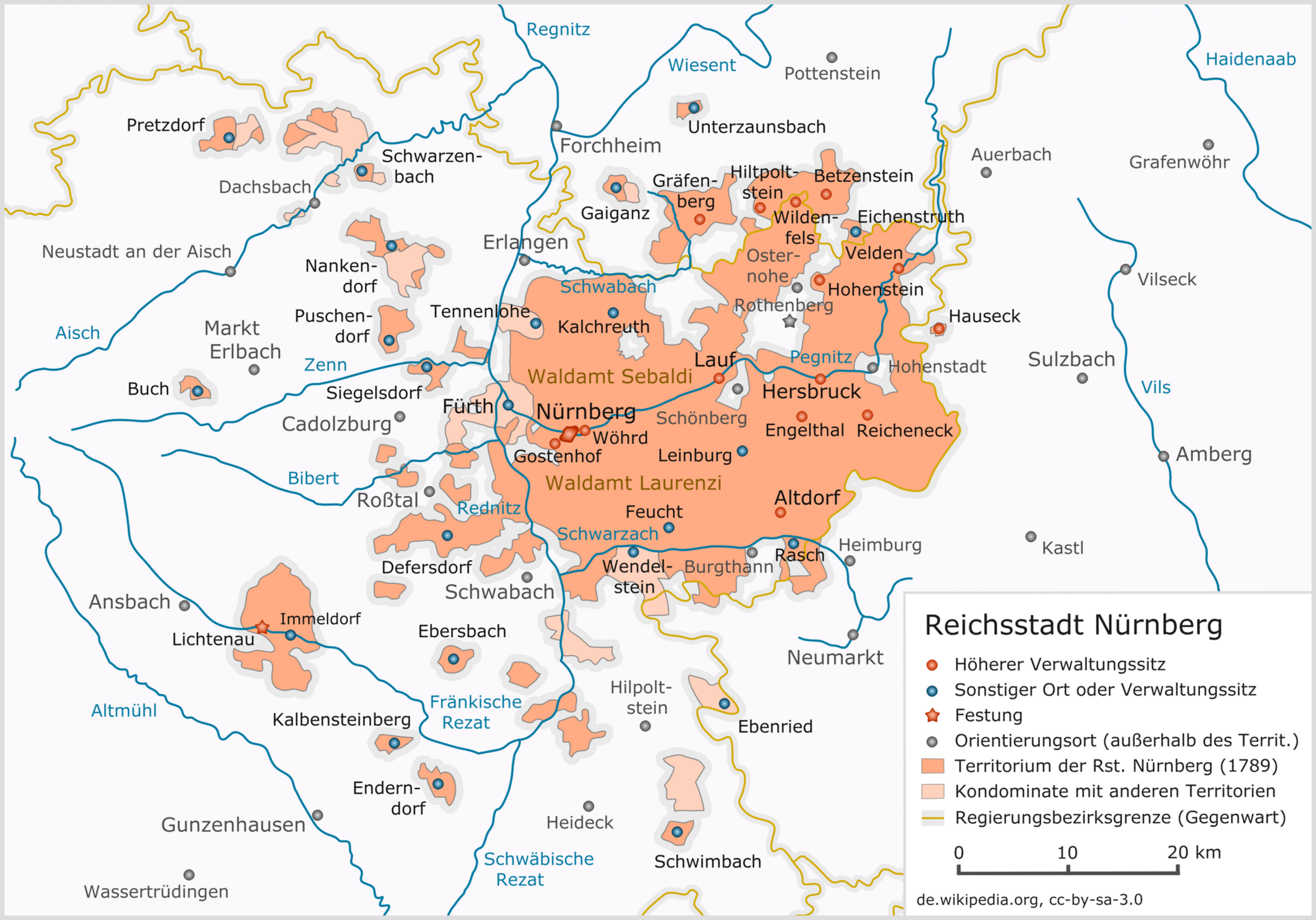
Das Landgebiet der Reichsstadt Nürnberg

Unterlindelbach wurde im Jahr 1062 zum ersten Mal urkundlich erwähnt. Bis zum Beginn des 19. Jahrhunderts unterstand Unterlindelbach der Landeshoheit der Reichsstadt Nürnberg. Unterlindelbach wurde 1806 bayerisch, nachdem die Reichsstadt Nürnberg unter Bruch der Reichsverfassung vom Königreich Bayern annektiert worden war. Dabei wurde der Ort ein Bestandteil der bei der „napoleonischen Flurbereinigung“ in Besitz genommenen neubayerischen Gebiete, was erst im Juli 1806 mit der Rheinischen Bundesakte nachträglich legalisiert wurde.
Durch die Verwaltungsreformen zu Beginn des 19. Jahrhunderts im Königreich Bayern wurde Unterlindelbach mit dem Zweiten Gemeindeedikt im Jahr 1818 ein Gemeindeteil der Ruralgemeinde Stöckach. Mit der Gebietsreform in Bayern wurde Unterlindelbach am 1. Januar 1972 nach Igensdorf eingemeindet.

## Verkehr
Die von Oberlindelbach kommende Kreisstraße FO 18 durchquert den Ort und führt weiter nach Stöckach. Der ÖPNV bedient das Dorf an einer Haltestelle der Buslinie 217 des VGN. Der nächstgelegene Bahnhof an der Gräfenbergbahn befindet sich in Mitteldorf.